# 大野村 (岐阜県安八郡)
大野村（おおのむら）は、かつて岐阜県安八郡に存在した村である。
現在の安八郡安八町大野に該当する。

## 歴史
- 1889年（明治22年）4月1日 - 町村制施行により、大野村が発足。
- 1897年（明治30年）4月1日 - 氷取村、大明神村、中須村、南今ヶ淵村、善光村、森部村、南条村、大森村、北今ヶ淵村、中村と合併し、名森村が発足。同日大野村廃止。